# 中亚狼尾草
中亚狼尾草（学名：Pennisetum centrasiaticum），又名白草，是一种禾本科植物。这种植物在中国从东北辽河平原南部到华北，遍布黄土高原、鄂尔多斯高原，分布较广泛。此外，苏联、阿富汗也有分布。